# (7986) 1981 EG15
(7986) 1981 EG15 là một tiểu hành tinh vành đai chính. Nó được phát hiện bởi Schelte J. Bus ở Đài thiên văn Siding Spring gần Coonabarabran, New South Wales, Úc, ngày 1 tháng 3 năm 1981.